# Francesco Banini
Francesco Banini (Grosseto, 10 giugno 2002) è un hockeista su pista italiano.

## Palmarès

### Club

#### Titoli nazionali
- Coppa Italia: 1

Follonica: 2017-2018
- Supercoppa italiana: 1

Follonica: 2024